# Petra (stad)

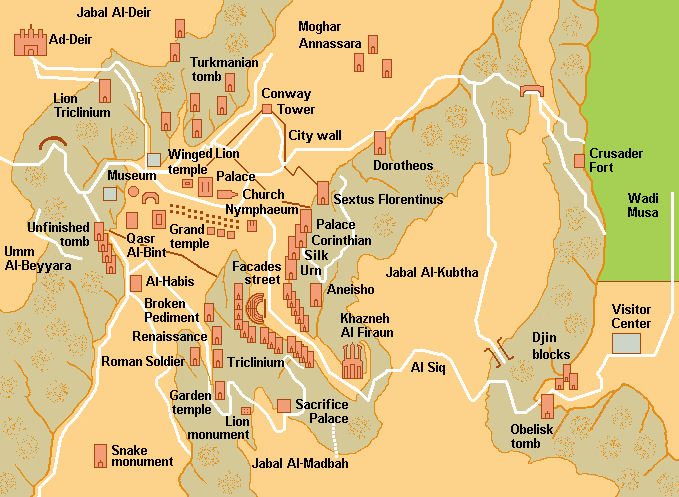
Karta över Petra

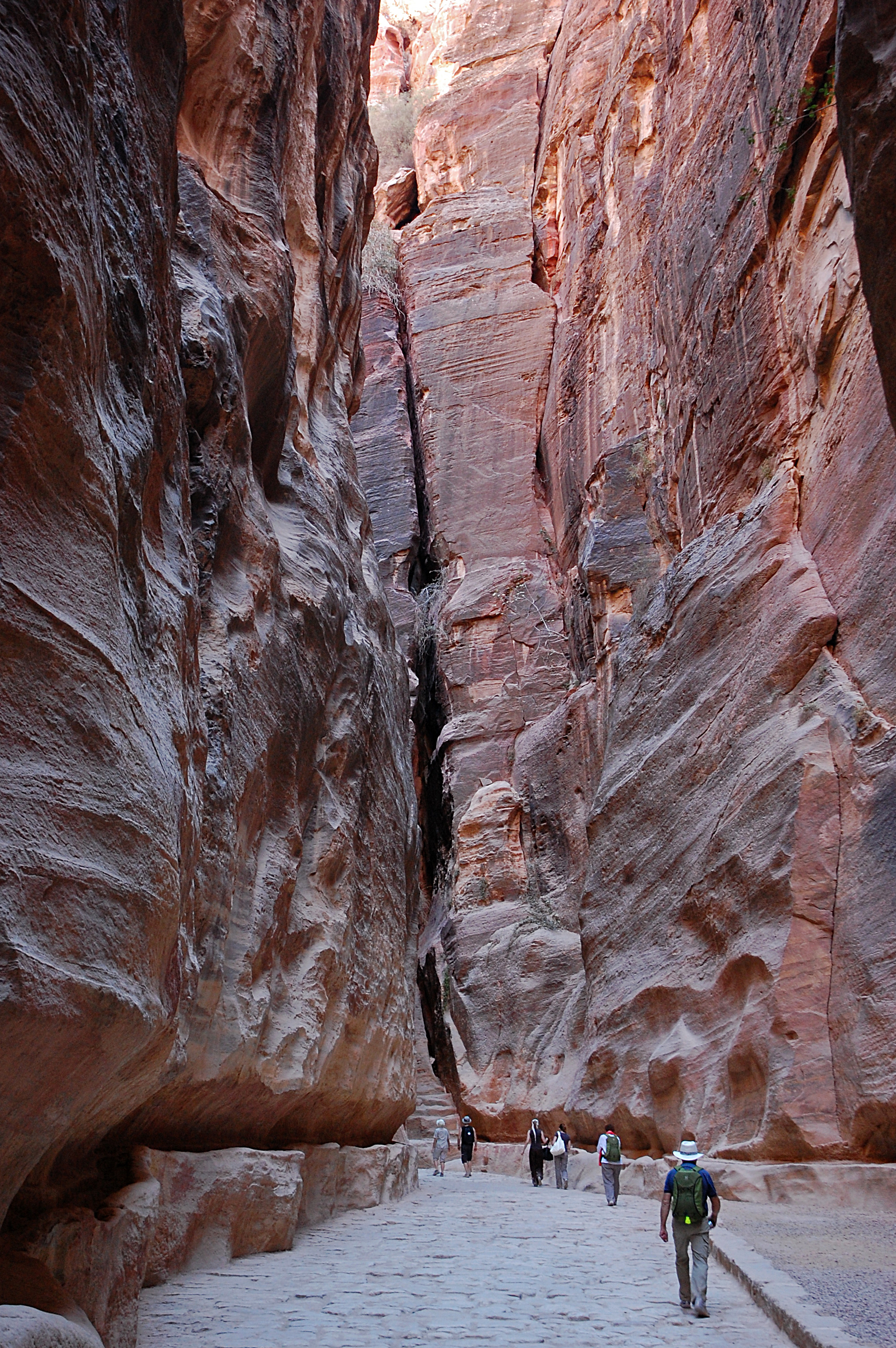
Vägen in i Petra

Petra (grekiska πέτρα, Petra, "sten"; arabiska: البتراء, al-Batrāʾ) var en stad under antiken och är idag en arkeologisk sevärdhet i Jordanien. Den är belägen omkring 100 kilometer norr om Aqaba intill orten Wadi Musa i provinsen Maan. Platsen är omgiven av berg och befinner sig i en sänka som formar en östlig flank av Wadi Arabah, den stora dalgång som leder från Döda havet till Aqabaviken.
Petra upptogs på Unescos världsarvslista 1985 och den 7 juli 2007 blev den utsedd till ett av världens sju nya underverk.

## Historia
Strabon, Plinius den äldre och andra nämner Petra som nabatéernas huvudstad och centrum för karavanhandel. Staden har vattentillgång, samt är inramad av tornlika klippor, något som ger den fördelar som befästning. Petra blev mycket betydelsefull eftersom handelsrutter från Gaza i väst, Bosra och Damaskus i norr, Um alRashrash och Leuce Come vid Röda havet och genom öknen till Persiska viken, möttes där. 
Precis norr om Petra vid Al-Beidha, hittades år 1950 lämningar från neolitikum daterade till ca 7000 f.Kr. Nabatéerna kom till området på 500-talet f.Kr. och byggde under de kommande 500 åren upp staden Petra. Stadens blomstringstid var under tiden för kung Aretas IV (r. 8 f.Kr. - 40) då staden hade 30 000 invånare. Nabatéernas rike blev ett romerskt lydrike på 100-talet f.Kr. och blev formellt en del av Romarriket år 106 e.Kr. Under samma århundrade förlorade Petra mycket av sin betydelse eftersom handelsvägarna lades om och fjärrhandeln började gå över Palmyra och Röda havet i stället för genom Petra. 
Då Romarriket kristnats, under den period som brukar kallas den bysantinska perioden, blev många av Petras byggnader kyrkor. Jordbävningar år 363 och 551 förstörde mycket av Petra och staden övergavs.
I takt med att stadens livsnerv, den södra sidenvägen, ersattes med fartygstrafik, tappade staden alltmer sitt berättigande. Efter att ha varit mycket jordbävningsdrabbad övergavs staden och föll under 1200–1300-talet i glömska.
Petra blev känd i västvärlden först 1812, då den schweiziske upptäcktsresanden Johann Ludwig Burckhardt återupptäckte den.

## Byggnader
Mycket av arkitekturen i Petra är uthugget direkt ur klipporna. Än idag finns cirka 800 olika byggnader och monument bevarade däribland tempel, kungagravar, kolonner, vattenkanaler, bad, monumentala trappor, stenlagda gator, offerplatser samt en amfiteater.
- Obeliskkammaren ligger utanför själva området före klippgången, byggd i två våningar som krönts med 4 obelisker.
- Skattkammaren - Khazne al-Firaun, troligen den mest kända byggnaden i Petra och den första man ser när man kommer ut från den trånga klippgången Al-Siq. Den är cirka 40 meter hög och 28 meter bred,[4] uthuggen i flera våningar.
- Fasadgatan, på båda sidor om vägen ligger klippgravar på rad uthuggna i romersk, grekisk och nabatéersk stil.
- Kungagravarna, Urn-, Silk-, Korinthianska- och Palatsgravarna.
- Teatern, i slutet på Fasadgatan finns teaterbygget med 33 rader och plats för cirka 5 000 åskådare.
- Centrala staden, många kringliggande byggnader, bland annat Pelaravenyn, Kungapalatset, Nymphaeumet och Bågporten.
- Al-Uzza, bevingade Lejon-templet lite upp mot höjden från centrala delen.
- Qasr al-Bint, Dusharestemplet med den största fasadytan i Petra.
- Klostret - Ad-Deir, med strax över 40 m ligger den högsta byggnaden i området lite utanför själva centrum men till skillnad från de övriga byggnaderna ligger den helt öppen och synlig. Trappan är 816 steg upp i bergen. Den näst mest besökta byggnaden i Petra[5].
- Siq, den smala passagen som leder i till Petra. På sina smalaste ställen bara 3 m bred.

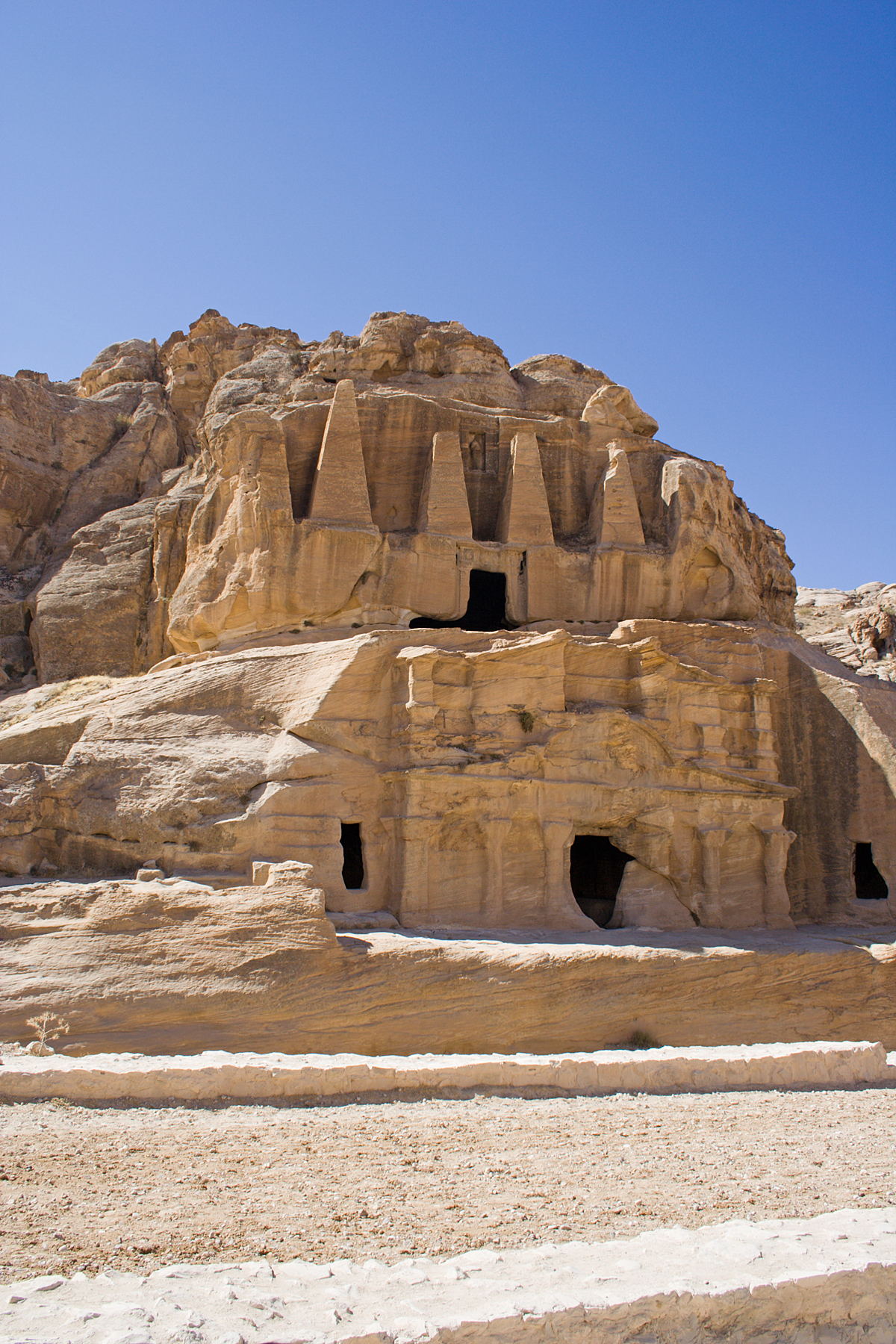
Obeliskkammaren
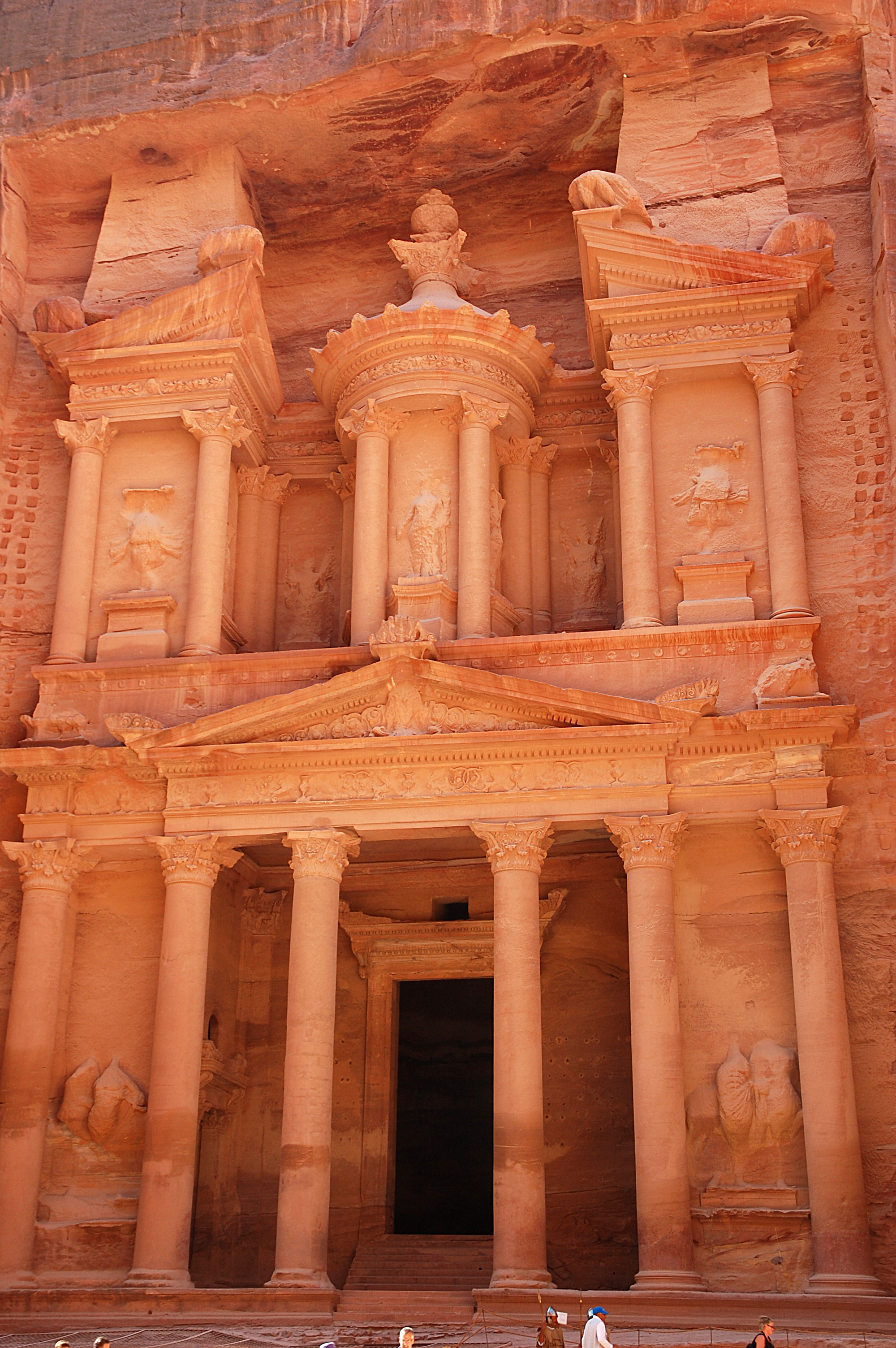
Skattkammaren
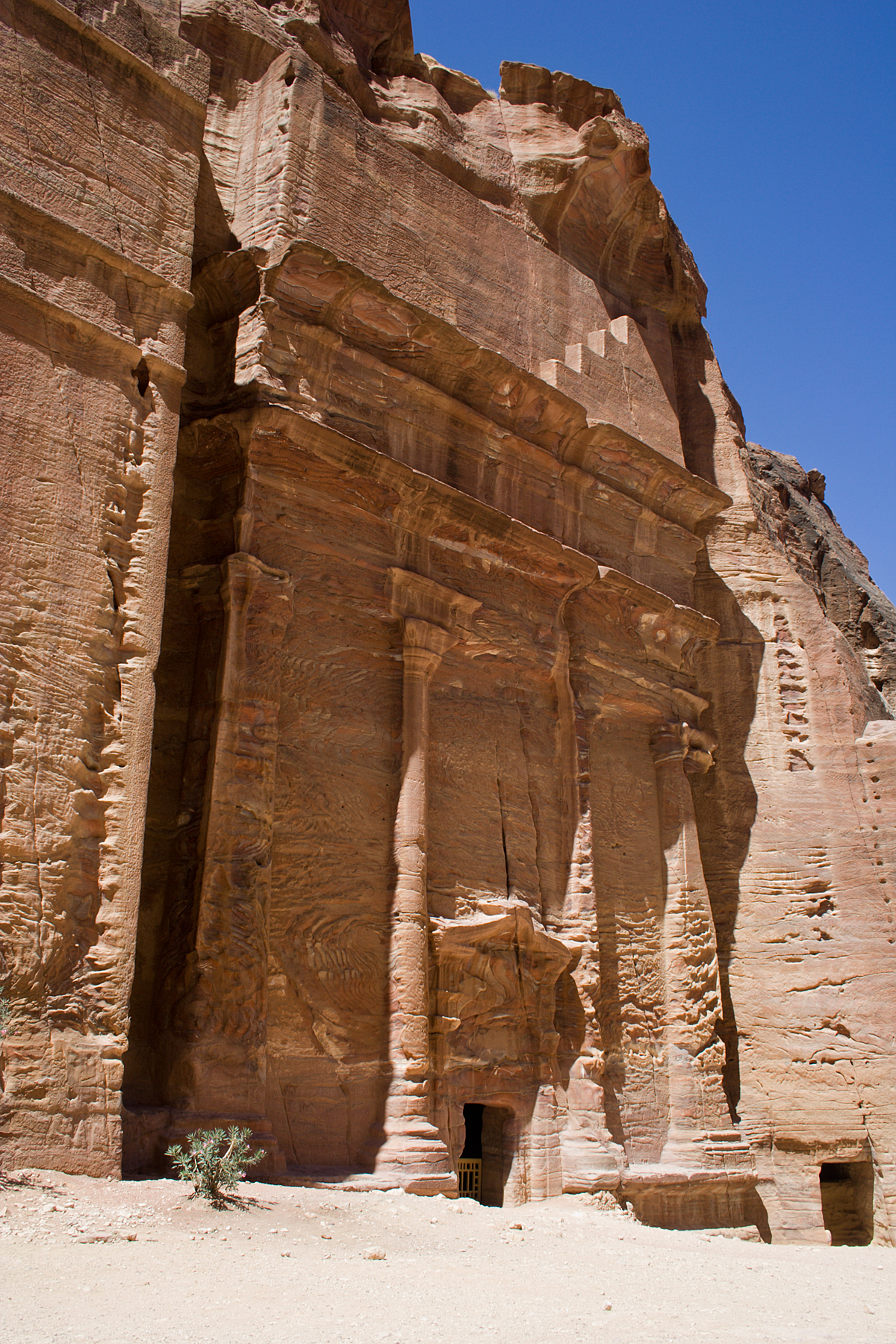
Fasadgatan
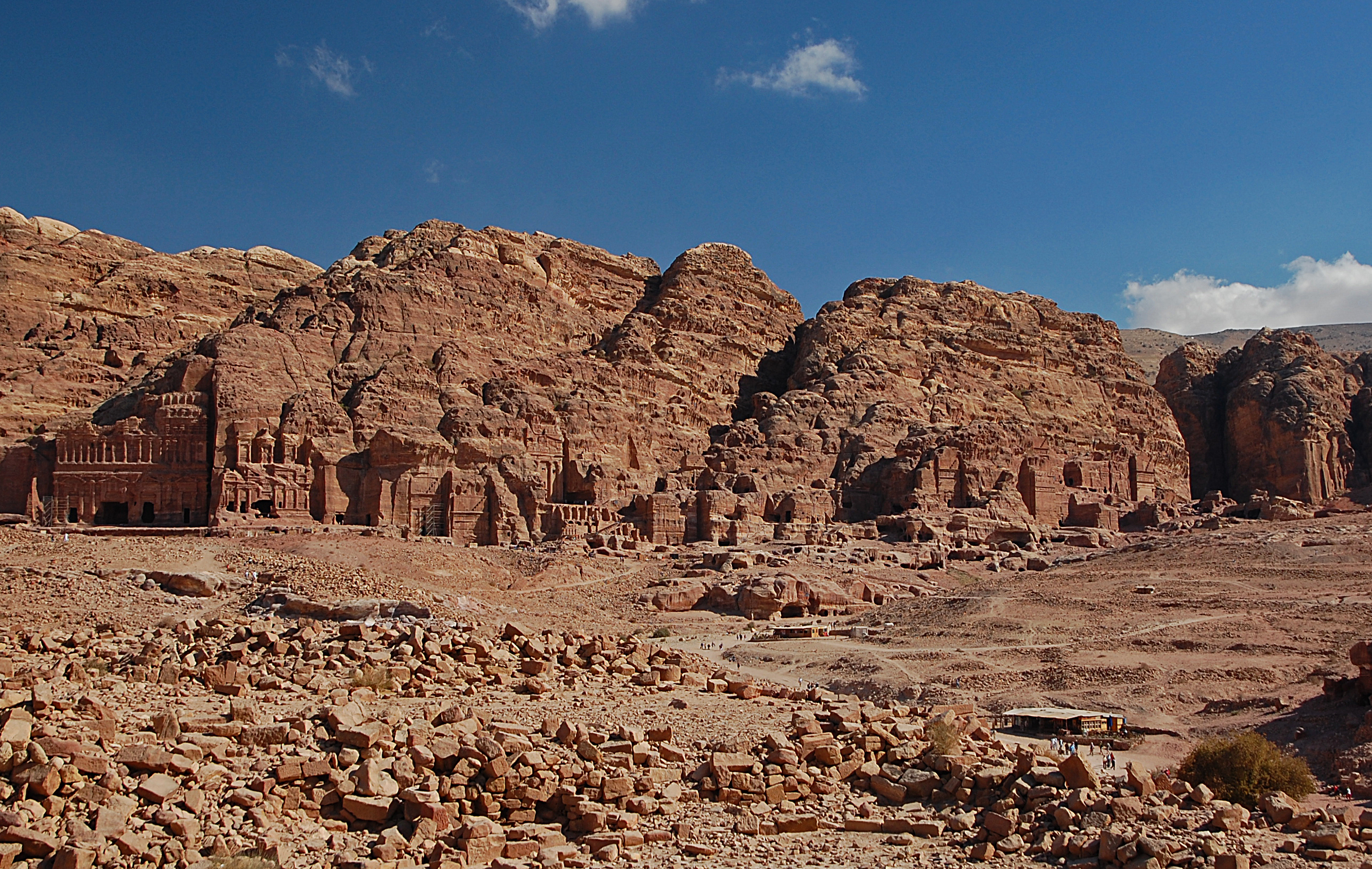
Kungagravarna
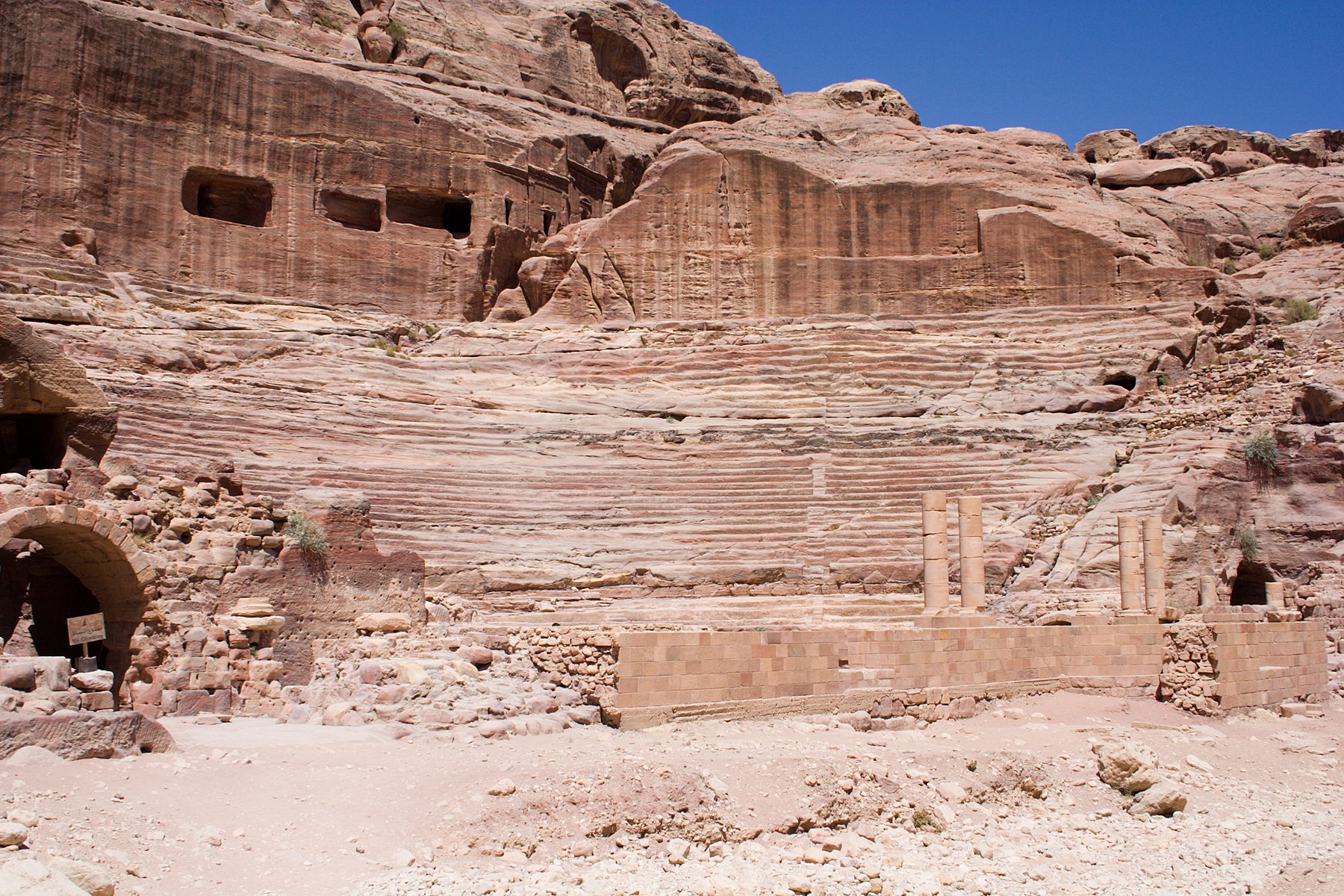
Teatern
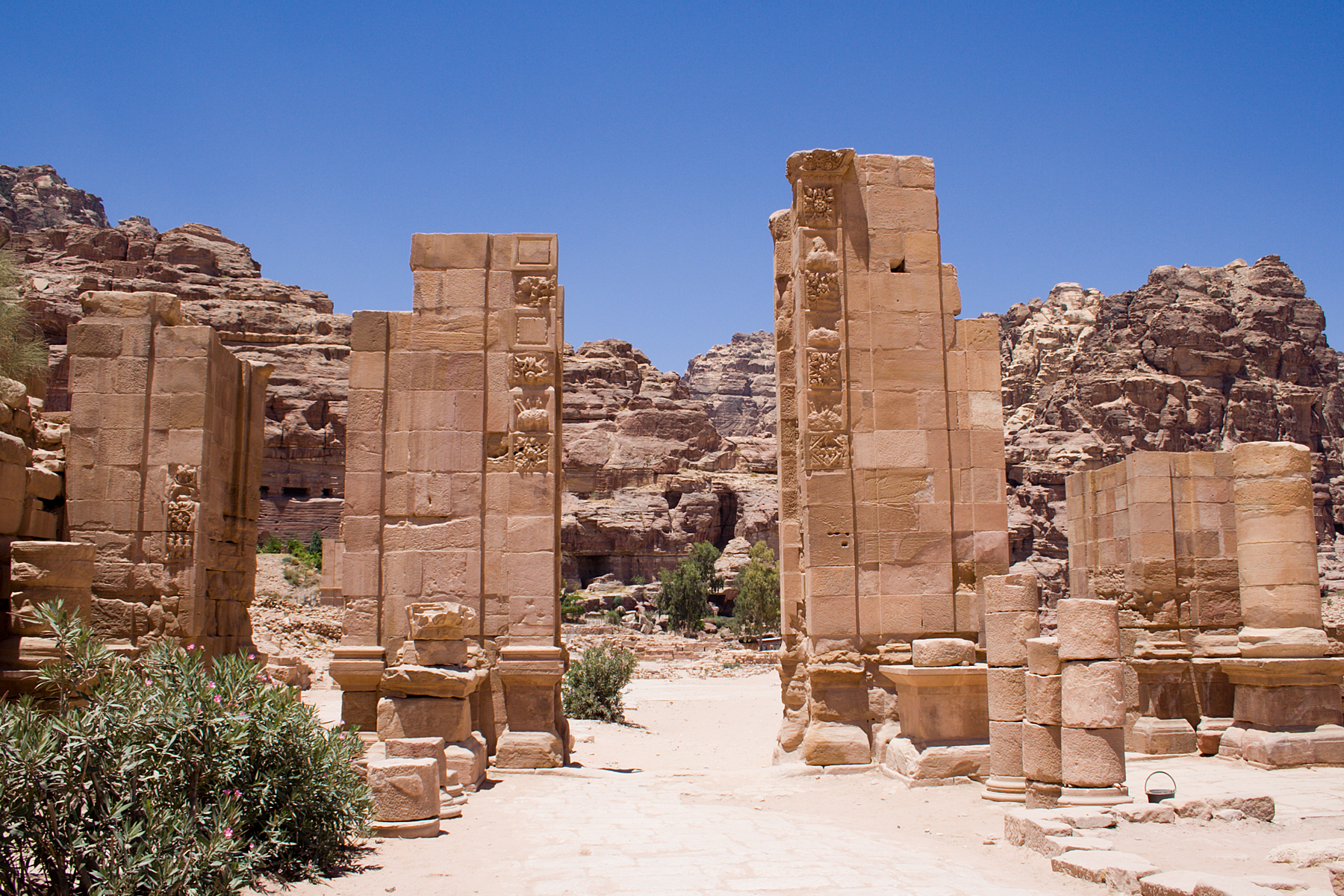
Centrala staden
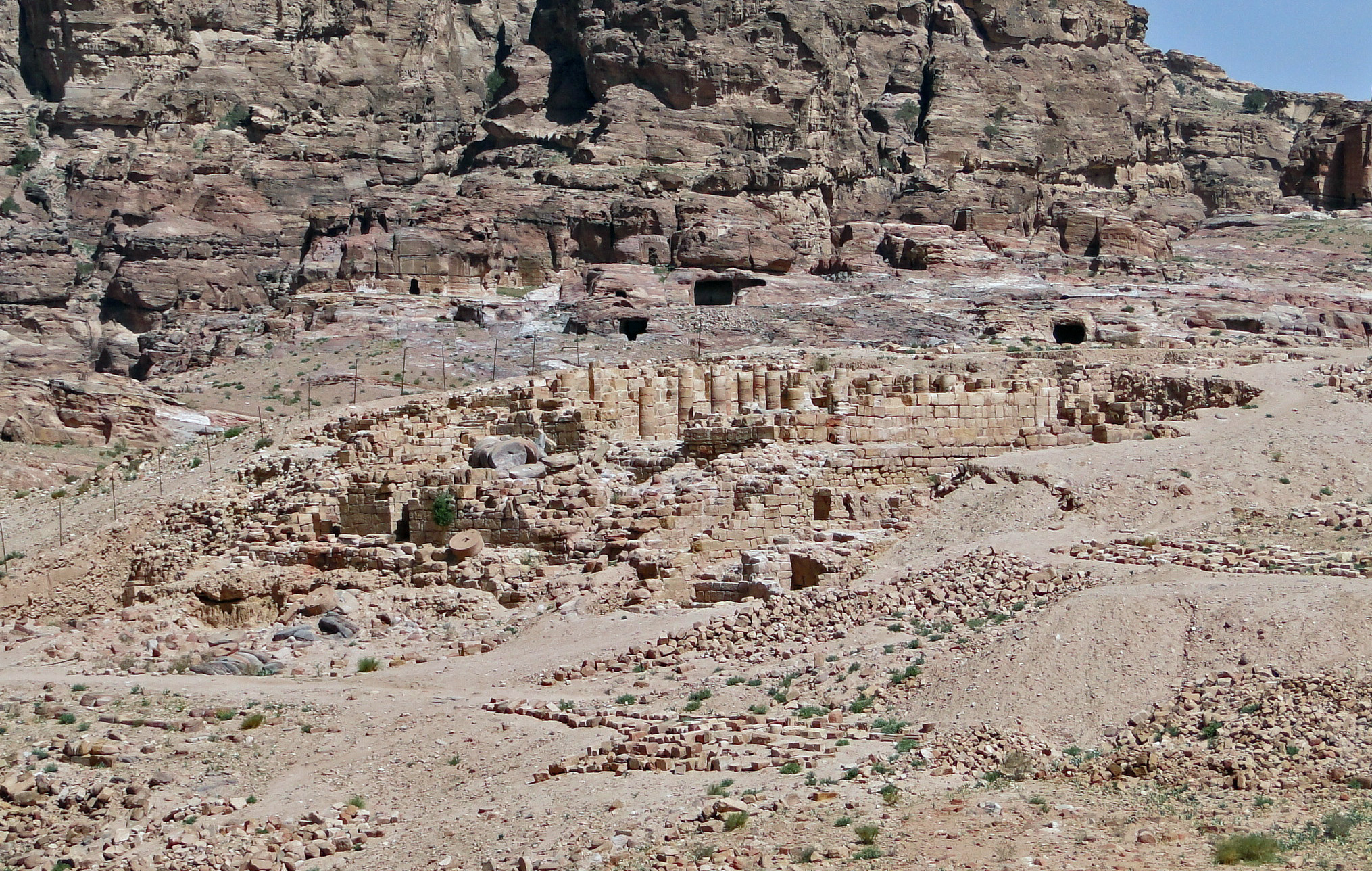
Al-Uzza
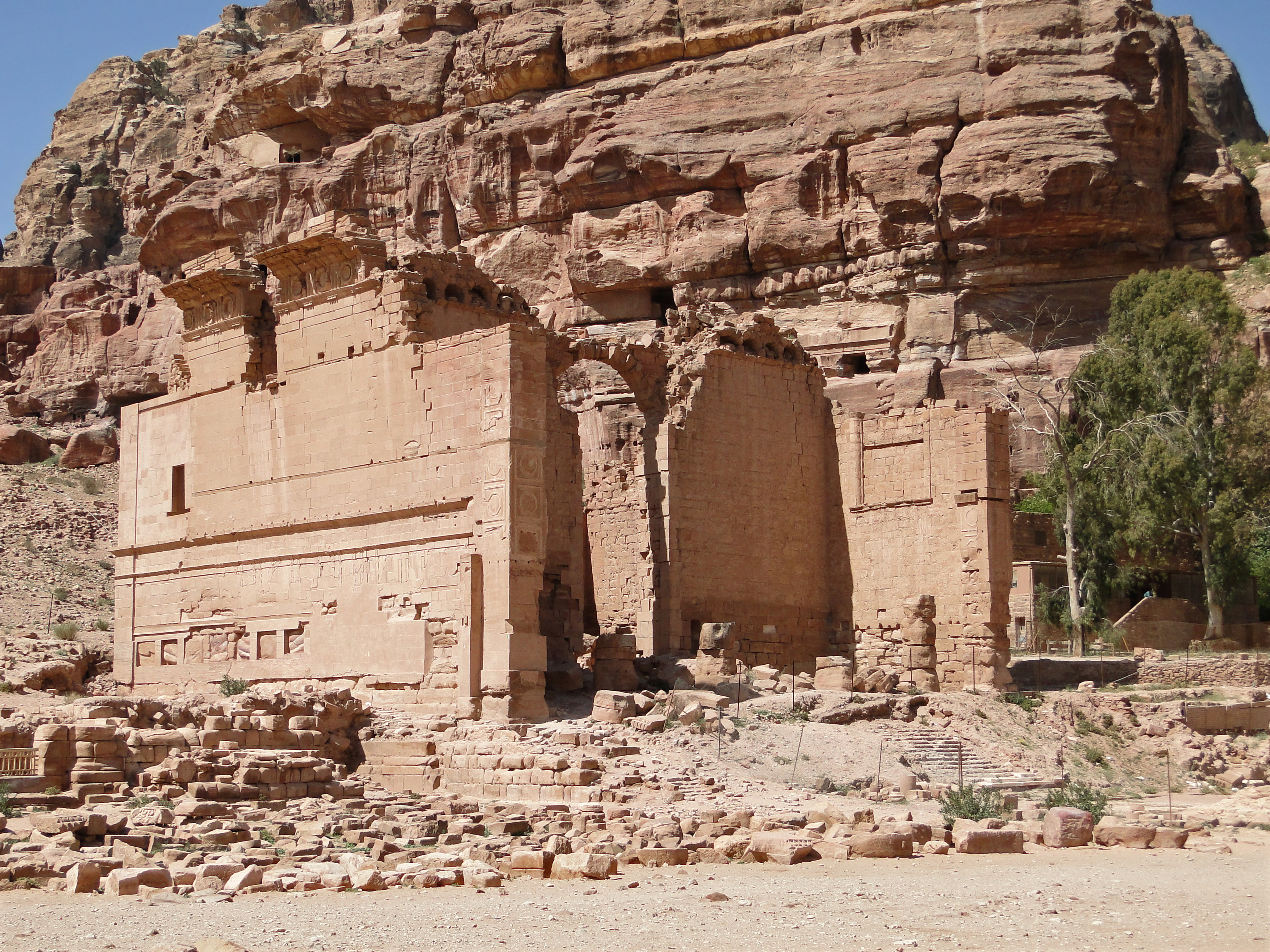
Qasr al-Bint
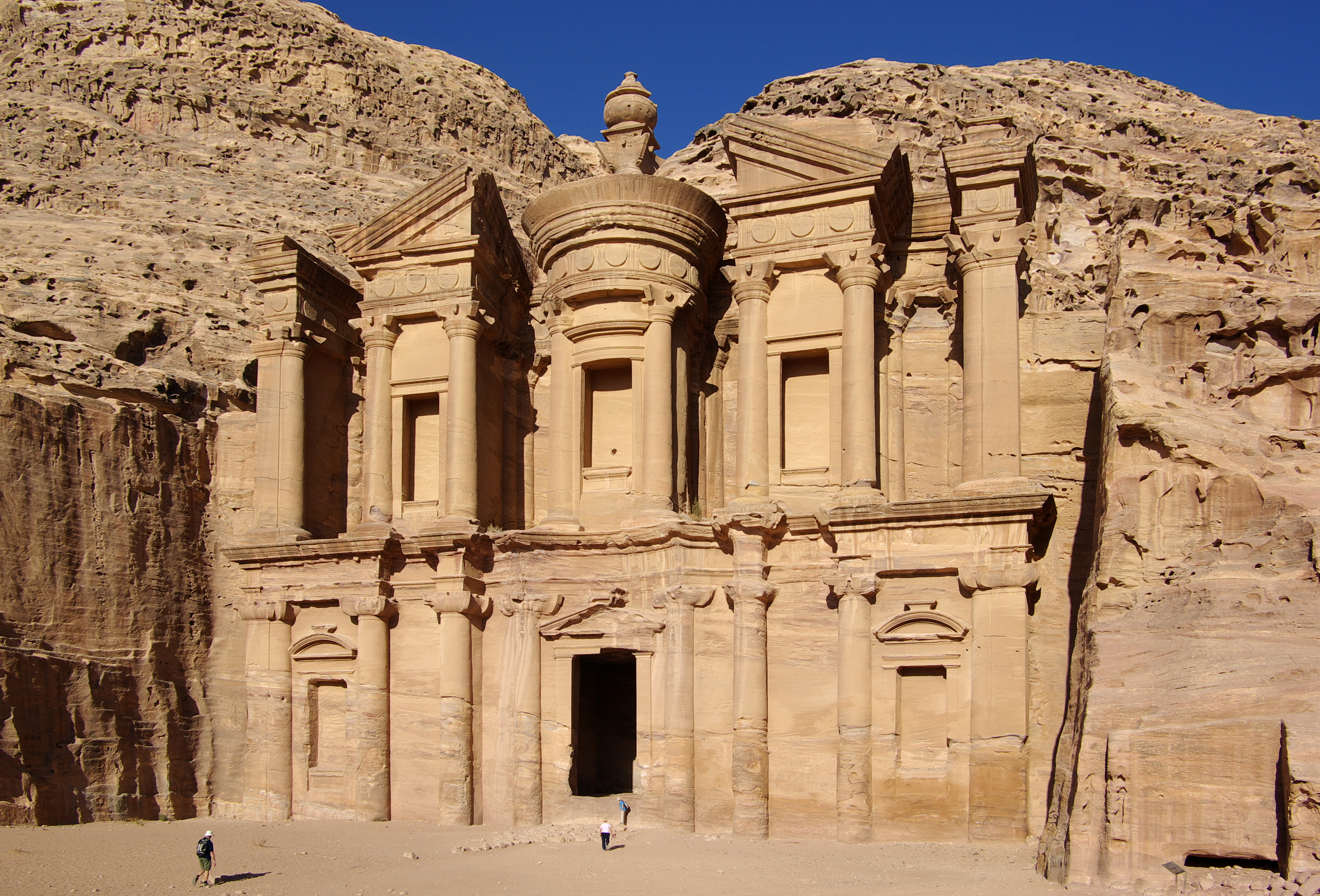
Klostret - Ad-Deir
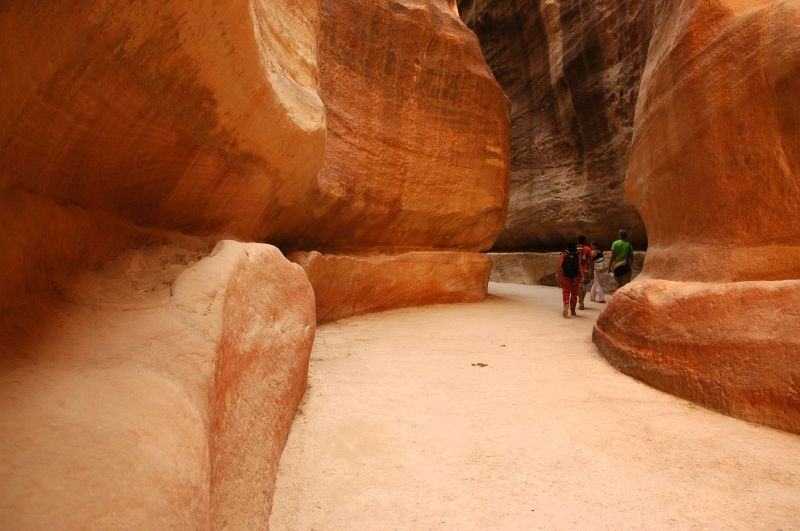
Siq

## Petra i populärkulturen
Petrea har varit en del av filmerna Indiana Jones och det sista korståget (1989), Arabian Nights (1942), Passion in the Desert (1998), Mortal Kombat: Annihilation (1997), Sinbad och tigerns öga (1977), Mumien - återkomsten (2001) och Transformers: De besegrades hämnd (2009). Petra var även med i TV-serien En idiot på resa (2010).
Agatha Christies två gånger filmade roman Döden till mötes utspelas till stor del i Petra.
I Tintinalbumet Koks i lasten (1958) förekommer ett tempel uthugget i en klippvägg som tecknaren Hergé baserade på Skattkammaren i Petra.
Petra har även varit scen för en rad datorspel såsom SpyHunter (2001), King's Quest V: Absence Makes the Heart Go Yonder! (1990), Sonic Unleashed, Knights of the Temple: Infernal Crusade (2004) Civilization V (2010) och Civilization VI (2016).